# François Gayot de Pitaval
François Gayot de Pitaval (ur. 1673 w Lyonie, zm. 1743) – prawnik francuski; autor pierwszego zbioru kronik karnych Causes célèbres et intéressantes; od jego nazwiska przyjęła się następnie nazwa pitaval na określenie tego typu zbioru.